# نخل‌های شهربانو
نخل‌های شهربانو (نام علمی: Syagrus) نام یک سرده از تیره نخل است.